# Selenij
Selenij je kemijski element atomskog (rednog) broja 34 i atomske mase 78,96(3). U periodnom sustavu elemenata predstavlja ga simbol Se.
Selenij (poznat i kao selen) je nemetal, srodan sumporu i teluriju. U prirodi je rijedak u elementarnom obliku. U većim količinama je otrovan, no u tragovima je esencijalan za stanice većine životinja, budući je bitan sastojak enzima glutationa peroksidaze i tioredoksina reduktaze, kao i tri enzima deiodinaze, koji su sastavni dio hormona štitnjače. Potreba za selenijem kod biljaka zavisi od vrste.
Danas mu je glavni izvor anodni mulj koji nastaje pri elektrolitičkom dobivanju bakra. Selenij se industrijski najčešće dobiva iz minerala selenida iz ruda bakra, srebra ili olova. Nastaje kao nusprodukt u obradi ovih ruda. Također nastaje u proizvodnji sumporne kiseline.
Selenij je 1817. godine otkrio Jöns Jakob Berzelius, švedski kemičar i izumitelj te mu je nadjenuo ime prema grčkoj riječi σελήνη (selene), što znači "Mjesec". Dobio ga je u mulju koji nastaje pri proizvodnji sumporne kiseline.
Poznato je više alotropskih modifikacija selenija, od sivog heksagonskog do amorfnog crvene boje. Zbog fotoelektričkog svojstva koristi se u elektronici. Upotrebljava se pri izradi fotoosjetljivih slojeva za fotokopiranje, u industriji guma, u proizvodnji katalizatora, za bojenje stakla i drugdje. U zemljinoj kori je rijedak i pojavljuje se uz sumpor i njegove spojeve. U tragovima se javlja u organizmu ljudi i životinja (kosti, zubi, mlijeko). Selenijeve pare i njegovi spojevi su otrovni. Selenij se u ljudskom organizmu nalazi u sastavu enzima koji kataliziraju razgradnju peroksida u stanicama. Smatra se da ima djelovanje slično vitaminu E. Ako ga ima više, potiče nastajanje karcinoma.
Selenij i njegovi spojevi boje staklo i emajl ružičastim i crvenim nijansama, a koristi se i za uklanjanje zelene boje stakla.